# Gorbeh Kūcheh
Gorbeh Kūcheh (persiska: گربه کوچه, Gorbeh Kūjeh) är en ort i Iran.   Den ligger i provinsen Gilan, i den nordvästra delen av landet, 250 km nordväst om huvudstaden Teheran. Gorbeh Kūcheh ligger 6 meter över havet och antalet invånare är 105.
Terrängen runt Gorbeh Kūcheh är platt.Runt Gorbeh Kūcheh är det ganska tätbefolkat, med 111 invånare per kvadratkilometer. Närmaste större samhälle är Fūman, 2,4 km sydväst om Gorbeh Kūcheh. Trakten runt Gorbeh Kūcheh består till största delen av jordbruksmark.